# Supercopa de Brasil
La Supercopa de Brasil, llamada oficialmente Supercopa Rei desde 2024 en honor a Pelé, es una copa brasileña de fútbol que se enfrenta a los ganadores del Campeonato Brasileño y de la Copa de Brasil, siempre en el año siguiente a la conquista de los respectivos títulos, en un formato similar al de las supercopas existentes en varios países de Europa. Si un equipo hace un doblete (Copa y Liga), el partido de supercopa se disputa entre el campeón de ambos torneos y el subcampeón del Campeonato Brasileño.
La competición tuvo dos ediciones a principios de los años 90, seguidas de un hiato de casi 30 años hasta su regreso. La primera edición, en 1990, enfrentó al campeón del Campeonato Brasileño, Vasco da Gama, contra el campeón de la Copa de Brasil, Grêmio. Disputada en un sistema de ida y vuelta, el Grêmio se consagró campeón con un marcador global de 2-0, en partidos que también contaron para la Copa Libertadores de 1990.
En la segunda edición, en 1991, el formato cambió a un único partido, en el que el campeón brasileño Corinthians venció al campeón de la Copa de Brasil, Flamengo, por 1-0 en el estadio Morumbi.
La Supercopa de Brasil regresó en 2020, con un encuentro entre Flamengo, campeón del Campeonato Brasileño, y Athletico Paranaense, campeón de la Copa de Brasil. A diferencia de las ediciones anteriores, esta vez el partido se disputó en campo neutral, en el estadio Mané Garrincha.

## Campeones
| Año  | Campeón              | Resultado        | Subcampeón               | Estadio                                                             |
| ---- | -------------------- | ---------------- | ------------------------ | ------------------------------------------------------------------- |
| 1990 | Grêmio (C)           | 2 - 0 0 - 0      | Vasco da Gama (L)        | Estadio Olímpico, Porto Alegre Estadio São Januário, Río de Janeiro |
| 1991 | Corinthians (L)      | 1 - 0            | Flamengo (C)             | Estadio Morumbi, São Paulo                                          |
| 2020 | Flamengo (L)         | 3 - 0            | Athletico Paranaense (C) | Estadio Mané Garrincha, Brasilia                                    |
| 2021 | Flamengo (L)         | 2 - 2 (6-5 pen.) | Palmeiras (C)            | Estadio Mané Garrincha, Brasilia                                    |
| 2022 | Atlético Mineiro (L) | 2 - 2 (8-7 pen.) | Flamengo (S)             | Arena Pantanal, Cuiabá                                              |
| 2023 | Palmeiras (L)        | 4 - 3            | Flamengo (C)             | Estadio Mané Garrincha, Brasilia                                    |
| 2024 | São Paulo (C)        | 0 - 0 (4-2 pen.) | Palmeiras (L)            | Estadio Mineirão, Belo Horizonte                                    |
| 2025 | Flamengo (C)         | 3 - 1            | Botafogo (L)             | Estadio Mangueirão, Belém                                           |

Leyenda:
(L)= Accede como campeón de Liga.
(C)= Accede como campeón de Copa.
(S)= Accede como subcampeón de Liga.

## Títulos por clubes
| Clubes               | Títulos | Años campeonatos | Subcampeonatos | Años subcampeonatos |
| -------------------- | ------- | ---------------- | -------------- | ------------------- |
| Flamengo             | 3       | 2020, 2021, 2025 | 3              | 1991, 2022, 2023    |
| Palmeiras            | 1       | 2023             | 2              | 2021, 2024          |
| Grêmio               | 1       | 1990             | 0              | —                   |
| Corinthians          | 1       | 1991             | 0              | —                   |
| Atlético Mineiro     | 1       | 2022             | 0              | —                   |
| São Paulo            | 1       | 2024             | 0              | —                   |
| Vasco da Gama        | 0       | —                | 1              | 1990                |
| Athletico Paranaense | 0       | —                | 1              | 2020                |
| Botafogo             | 0       | —                | 1              | 2025                |

### Títulos por estados
| Clubes             | Títulos | Años campeonatos | Subcampeonatos | Años subcampeonatos          |
| ------------------ | ------- | ---------------- | -------------- | ---------------------------- |
| Río de Janeiro     | 3       | 2020, 2021, 2025 | 5              | 1990, 1991, 2022, 2023, 2025 |
| São Paulo          | 3       | 1991, 2023, 2024 | 2              | 2021, 2024                   |
| Río Grande del Sur | 1       | 1990             | 0              | —                            |
| Minas Gerais       | 1       | 2022             | 0              | —                            |
| Paraná             | 0       | —                | 1              | 2020                         |

## Entrenadores campeones
| Año  | Club             | Técnico campeón   |
| ---- | ---------------- | ----------------- |
| 1990 | Gremio           | Evaristo Macedo   |
| 1991 | Corinthians      | Nelsinho Baptista |
| 2020 | Flamengo         | Jorge Jesús       |
| 2021 | Flamengo         | Rogério Ceni      |
| 2022 | Atlético Mineiro | Antonio Mohamed   |
| 2023 | Palmeiras        | Abel Ferreira     |
| 2024 | São Paulo        | Thiago Carpini    |
| 2025 | Flamengo         | Filipe Luis       |

## Competiciones no oficiales
Una competencia no oficial se jugó en 1992, entre los campeones de la Série A y de la Série B, ya que ambos campeonatos se jugaron en los primeros seis meses del año. El partido se jugó el 12 de agosto entre Flamengo (campeón de la Série A) y Paraná (campeón de la Série B). El partido terminó en un empate 2-2, y en la tanda de penales, Flamengo venció al oponente 4-3. Mientras que la RSSSF considera la competencia como alguna forma de Supercopa do Brasil, en Brasil la competencia se conocía popularmente como Taça Brahma dos Campeões. A diferencia de las ediciones de 1990 y 1991, que fueron competiciones oficiales de la CBF, la edición de 1992 fue una copa amistosa.
En 2018, Corinthians, campeón del Campeonato Brasileño de 2017 y Cruzeiro, campeón de la Copa de Brasil de 2017, jugaron dos partidos amistosos durante el período correspondiente a la Copa Mundial de Fútbol de 2018. El primer partido, disputado en el Estadio Mineirão el 4 de julio terminó con la victoria de Corinthians por el marcador de 2-0, mientras que el partido de vuelta del 11 de julio en la Arena Corinthians terminó en un empate 2-2.
| Temporada | Campeón     | Resultado        | Subcampeón |
| --------- | ----------- | ---------------- | ---------- |
| 1992      | Flamengo    | 2 - 2 (4-3 pen.) | Paraná     |
| 2018      | Corinthians | 2 - 0 / 2 - 2    | Cruzeiro   |

## Controversias
A pesar de ser un título nacional, la Supercopa de Brasil de 1990 no fue cubierta por la mayoría de la prensa. No hay información sobre la disputa de la Supercopa en los diarios de São Paulo de enero y febrero de 1990. En las ediciones del Jornal do Brasil (RJ), del diario O Estado de S. Paulo (SP) y Folha de S.Paulo (SP) que cubrió los partidos entre Vasco y Grêmio por la Libertadores de 1990, estos partidos solo se citan como partidos de la Copa Libertadores, y no hay cotización de que estos partidos valieran en la disputa de la Supercopa. Grêmio declara que nunca ha recibido ningún trofeo de la CBF referente a la Supercopa.
A pesar de la participación del Vasco da Gama, el Jornal do Brasil de Río de Janeiro (entonces uno de los dos periódicos más importantes de Río de Janeiro) no mencionó la disputa de la Supercopa al cubrir los partidos entre Vasco y Grêmio por la Libertadores de 1990. Una búsqueda de la palabra 'Supercopa' en los archivos de este periódico en la década de 1990, en el año 1990 trae solo menciones a la Supercopa Sudamericana y otras Supercopas (Italia, Europa), pero no a la Supercopa do Brasil ni a los juegos entre Vasco y Grêmio por Libertadores. La Supercopa do Brasil es mencionada por primera vez por este diario en referencia a la edición de 1991 entre Corinthians y Flamengo.
La edición de 1991, disputada entre Corinthians y Flamengo y ganada por Corinthians, es confirmada por los periódicos de la época. Al hablar de la Supercopa do Brasil, la Revista Placar de 1992 menciona sólo la edición de 1991 entre Corinthians y Flamengo. La edición de Revista Placar del 6 al 12 de abril de 2001 negó la existencia de la Supercopa do Brasil de 1990 y afirmó que la única edición en disputa fue la edición de 1991 entre Corinthians y Flamengo.